# Birkózás az 1908. évi nyári olimpiai játékokon
A birkózás az 1908. évi nyári olimpiai játékokon  kilenc versenyszámból állt, öt szabadfogású és négy kötöttfogású  versenyt rendeztek.

## Éremtáblázat
(A hazai és a magyar csapat eltérő háttérszínnel, az egyes számoszlopok legmagasabb értéke, vagy értékei vastagítással kiemelve.)
| Az 1908. évi nyári olimpiai játékok éremtáblázata birkózásban | Az 1908. évi nyári olimpiai játékok éremtáblázata birkózásban | Az 1908. évi nyári olimpiai játékok éremtáblázata birkózásban | Az 1908. évi nyári olimpiai játékok éremtáblázata birkózásban | Az 1908. évi nyári olimpiai játékok éremtáblázata birkózásban | Olimpia  |
| ------------------------------------------------------------- | ------------------------------------------------------------- | ------------------------------------------------------------- | ------------------------------------------------------------- | ------------------------------------------------------------- | -------- |
|                                                               | Ország                                                        | Arany                                                         | Ezüst                                                         | Bronz                                                         | Összesen |
| 1.                                                            | Nagy-Britannia (GBR)                                          | 3                                                             | 4                                                             | 4                                                             | 11       |
| 2.                                                            | Egyesült Államok (USA)                                        | 2                                                             | 0                                                             | 0                                                             | 2        |
| 3.                                                            | Finnország (FIN)                                              | 1                                                             | 1                                                             | 1                                                             | 3        |
| 4.                                                            | Svédország (SWE)                                              | 1                                                             | 1                                                             | 0                                                             | 2        |
| 5.                                                            | Olaszország (ITA)                                             | 1                                                             | 0                                                             | 0                                                             | 1        |
| 5.                                                            | Magyarország (HUN)                                            | 1                                                             | 0                                                             | 0                                                             | 1        |
|                                                               |                                                               |                                                               |                                                               |                                                               |          |
| 7.                                                            | Oroszország (RUS)                                             | 0                                                             | 2                                                             | 0                                                             | 2        |
| 8.                                                            | Norvégia (NOR)                                                | 0                                                             | 1                                                             | 0                                                             | 1        |
|                                                               |                                                               |                                                               |                                                               |                                                               |          |
| 9.                                                            | Dánia (DEN)                                                   | 0                                                             | 0                                                             | 3                                                             | 3        |
| 10.                                                           | Kanada (CAN)                                                  | 0                                                             | 0                                                             | 1                                                             | 1        |
|                                                               |                                                               |                                                               |                                                               |                                                               |          |
| Összesen                                                      | Összesen                                                      | 9                                                             | 9                                                             | 9                                                             | 27       |

## A szabadfogású birkózás érmesei
| Az 1908. évi nyári olimpiai játékok érmesei szabadfogású birkózásban |                                            |                                            |                                       |
| Versenyszám                                                          | Arany                                      | Ezüst                                      | Bronz                                 |
| légsúly                                                              | George Menhert · Egyesült Államok (USA)    | William Press · Nagy-Britannia (GBR)       | Aubert Coté · Kanada (CAN)            |
| könnyűsúly                                                           | George Dole · Egyesült Államok (USA)       | James Slim · Nagy-Britannia (GBR)          | William McKie · Nagy-Britannia (GBR)  |
| pehelysúly                                                           | George de Relwyskow · Nagy-Britannia (GBR) | William Wood · Nagy-Britannia (GBR)        | Albert Gingell · Nagy-Britannia (GBR) |
| középsúly                                                            | Stanley Bacon · Nagy-Britannia (GBR)       | George de Relwyskow · Nagy-Britannia (GBR) | Frederick Beck · Nagy-Britannia (GBR) |
| nehézsúly                                                            | George O'Kelly · Nagy-Britannia (GBR)      | Jacob Gundersen · Norvégia (NOR)           | Edward Barrett · Nagy-Britannia (GBR) |

## A kötöttfogású birkózás érmesei
| Az 1908. évi nyári olimpiai játékok érmesei kötöttfogású birkózásban |                                        |                                       |                               |
| Versenyszám                                                          | Arany                                  | Ezüst                                 | Bronz                         |
| könnyűsúly                                                           | Enrico Porro · Olaszország (ITA)       | Nyikolaj Orlov · Oroszország (RUS)    | Arvo Linko · Finnország (FIN) |
| középsúly                                                            | Frithiof Martensson · Svédország (SWE) | Mauritz Andersson · Svédország (SWE)  | Anders Andersen · Dánia (DEN) |
| félnehézsúly                                                         | Verner Weckman · Finnország (FIN)      | Yrjö Saarela · Finnország (FIN)       | Carl Jensen · Dánia (DEN)     |
| nehézsúly                                                            | Weisz Richárd · Magyarország (HUN)     | Alekszandr Petrov · Oroszország (RUS) | Sören Jensen · Dánia (DEN)    |